# لوفنگوسور
لوفنگوسور (نام علمی: Lufengosaurus) نام یک سرده از شاخه طنابداران است.
پوزه‌ی لوفنگوسور عریض و قطور بود و برآمدگی‌های استخوانی متمایزی درست روی پشت سوراخ‌های بزرگ بینی و روی گونه‌هایش داشت. ستیغ استخوانیِ جانبی آرواره‌ی بالایش احتمالاً بافتی نرم را نگه می‌داشت. اگر این نظر درست باشد، گونه‌های لوفنگوسور باید در مقایسه با گونه‌های بیشتر خزنده‌پایان دیگر بزرگ‌تر بوده باشند. دندان‌هایش اره‌ای و بسیار نزدیک به هم بودند و با برگ‌خواری تناسب داشتند.
لوفنگوسور را اغلب دایناسوری بسیار شبیه به پلاتیوسور اروپایی می‌دانستند. با این حال، مطالعات جدیدتر نشان داده‌اند که این دو جانور بسیار متفاوت هستند و لوفنگوسور بیشتر با کلرادیسور و درازترمهره خویشاوندی دارد. لوفنگوسور روی چهار پا حرکت می‌کرد، اما گاهی هم روی دو پای عقب می‌ایستاد تا غذا بخورد.